# Łukasz Chojnacki
Łukasz Chojnacki (ur. 15 grudnia 1979 w Bydgoszczy, zm. 10 października 2019) – bydgoski społecznik, polityk i działacz sportowy, przewodniczący Rady Miejskiej SLD w Bydgoszczy w latach 2008-2012

## Życiorys

### Wykształcenie
W 2000 roku ukończył Prywatne Liceum Ogólnokształcące dla Dorosłych nr 19 w Warszawie, kontynuował naukę w Wyższej Szkole Humanistyczno-Ekonomicznej w Łodzi, którą ukończył w roku 2003. W roku 2009 ukończył studia podyplomowe w Europejskiej Szkole Prawa i Administracji w Warszawie. W 2012 ukończył Bydgoską Szkołę Wyższą, a w roku 2014 Wyższą Szkołę Bankową w Toruniu.

### Działalność zawodowa
Pracę zawodową rozpoczął w Narodowym Funduszu Zdrowia w Bydgoszczy, gdzie pracował w latach 2000-2015. W latach 2016-2018 pracował w PHU Rem Marco w Białych Błotach i Dor-Med. Kabiny Ciszy w Bydgoszczy. Od roku 2018 prowadził własną firmę Global Partner.

### Działalność sportowa
Przez całe swoje życie był aktywnym działaczem sportowym i społecznym. Uprawiał liczne dyscypliny sportu. W latach 2005-2008 był zawodnikiem Klubu Boksu Tajskiego Fight Club Krakowiak. Bardzo aktywnie działał w Sekcji Żużlowej BKS Polonia Bydgoszcz. Był dyrektorem ds. marketingu ZOO-Leszcz Polonia Bydgoszcz, a w latach 2018-2019 kierownikiem drużyny Żużlowego Klubu Sportowego Polonia Bydgoszcz. Z jego inicjatywy na butelkach wody mineralnej Selenka znalazł się wizerunek Tomasza Golloba. W roku 2011, z okazji 65. rocznicy powstania klubu, zainspirował Radę Miasta Bydgoszczy do nadania CWZS Zawisza Medalu Kazimierza Wielkiego. Wspierał również bydgoski futbol, angażował się w organizację turniejów piłkarskich dla najmłodszych

### Działalność polityczna
Bardzo aktywnie działał w Sojuszu Lewicy Demokratycznej, początkowo jako członek, a w latach 2008-2012 jako przewodniczący Rady Miejskiej SLD w Bydgoszczy. Od roku 2008 był członkiem Zarządu Wojewódzkiego SLD województwa kujawsko-pomorskiego. Był inicjatorem pierwszego obywatelskiego projektu uchwały Rady Miasta Bydgoszczy oraz wielu akcji skierowanych przeciwko degradacji i złemu zarządzaniu Bydgoszczą. Bardzo aktywnie pracował nad pełną integracją Fordonu z miastem.